# Lista över talmän i Lok Sabha
Talmän i Lok Sabha
| Ganesh V. Mavalankar       | 1952-1956        |
| M. Ananthasayanam Ayyangar | 1956-1962        |
| Sardar Hukam Singh         | 1962-1967        |
| Neelam Sanjiva Reddy       | 1967-1969        |
| Gurdial Singh Dhillon      | 1969-1975        |
| Bali Ram Bhagat            | 1976-1977        |
| Neelam Sanjiva Reddy       | 1977 (mars-juli) |
| Kawdoor Sadananda Hegde    | 1977-1979        |
| Balram Jakhar              | 1980-1989        |
| Rabi Ray                   | 1989-1991        |
| Shivraj Patil              | 1991-1996        |
| P.A. Sangma                | 1996-1998        |
| G.M.C. Balayogi            | 1998-2002        |
| Manohar Joshi              | 2002-2004        |
| Somnath Chatterjee         | 2004-2009        |
| Meira Kumar                | 2009-2014        |
| Sumitra Mahajan            | 2014-2019        |
| Om Birla                   | 2019-            |